# 贾森·达夫
贾森·达夫（英語：Jason Duff，1972年10月27日—），生于墨尔本，澳大利亚前男子曲棍球运动员。他曾代表澳大利亚国家队参加2000年夏季奥林匹克运动会曲棍球比赛，获得一枚铜牌。